# 12ENT
12ENT(원투엔터)는 미국 캘리포니아주에 위치한 기업이다.

## 지원 아티스트
12ENT는 소속 계약이 아닌 아티스트 순수 지원프로그램을 운영함. 
1기 아티스트:
- 웅킴
  - VIVIZ: BOP BOP (작곡/편곡)
  - 유키카: Insomnia (작사/작곡/편곡)
  - 아이유: LILAC (작곡/편곡)
  - Golden Child: Milky Way (작사/작곡)
  - 여자친구: Secret Diary (작사/작곡/편곡)
  - Jacoby: Love-Fi (작곡/편곡)
  - Jacoby: 한강 (작곡/편곡)
  - Jacoby: Flash Light (작곡/편곡)
  - Jacoby: Shower (작곡/편곡)
  - 박지훈: Tomorrow (작사/작곡/편곡)
  - Stray Kids: My Universe (작사/작곡/편곡)
  - 박지훈: Paradise (작사/작곡/편곡)
  - 배치기: 안녕, 기타 (작사/작곡/편곡)
  - 길구봉구: 은하수 (작사/작곡/편곡)
  - 길구봉구: 어떤 기적 (작곡/편곡)
  - THE BOYZ: White (작사/작곡/편곡)
  - GOLDEN CHILD: 둘만의 천국 (작사/작곡/편곡)
  - 오하영(Apink): Nobody (작사/작곡/편곡)
  - 박보람: 싶으니까 (작사/작곡/편곡)
  - 여자친구: 열대야 (작사/작곡/편곡)
  - 김혜림(라임소다): 혼잣말 (작곡/편곡)
  - 유키카: 네온 (작사/작곡/편곡)
  - Key/한해: Cold (작사/작곡/편곡)
  - 여자친구: Truly Love (작사/작곡/편곡)
  - 백아연: 말하지 않아도 (작사/작곡/편곡)
  - 트와이스: After Moon (작사/작곡/편곡)
  - 주은(다이아): Lost Star (작곡/편곡)
  - 소유: 까만밤 (작사/작곡/편곡)
  - Produce48: 1000% (작사/작곡/편곡)
  - Astro: 너의 뒤에서 (작사/작곡/편곡)
  - 청하: Love U (작사/작곡/편곡)
  - 배치기: 더 해 (작사/작곡/편곡)
  - MadClown/Ailee: 갈증 (작사/작곡/편곡)
  - 안형섭/이의웅: 봄비 (작사/작곡/편곡)
  - 안형섭/이의웅: 기억할게 (작사/작곡/편곡)
  - YDPP: Love It Live It (작사/작곡/편곡)
  - 봉구: 보고싶어 (작사/작곡/편곡)
  - 박보람: 넌 왜? (작사/작곡/편곡)
  - 박보람: Moonwalk (작사/작곡/편곡)
  - 박보람: 아이러니 (작사/작곡/편곡)
  - 박보람: 알잖아 (작사/작곡/편곡)
  - 청하: Why Don’t You Know (작사/작곡/편곡)
  - 이달의소녀: Rain 51db (작사/작곡/편곡)
  - 레드벨벳: Would U (작사/작곡/편곡)
  - 아이: 간절히 바라면 이뤄질 거야 (작사/작곡/편곡)
  - 이달의소녀: 소년,소녀 (작사/작곡/편곡)
  - Up10tion: Ignition (작사/작곡/편곡)
  - Up10tion: 하얗게 불태웠어 (작사/작곡/편곡)
  - Up10tion: 왜냐하면 (작사/작곡/편곡)
  - Infinite: Zero (작사/작곡/편곡)
  - Halo: 팝콘 (작사/작곡/편곡)
  - Halo: 마이아 (작사/작곡/편곡)
  - 여자친구: LOL Intro (작곡/편곡)
  - 여자친구: 물들어요 (작사/작곡/편곡)
  - 여자친구: 물꽃놀이 (작사/작곡/편곡)
  - 여자친구: 하늘아래서 (작곡/편곡)
- 허영주 (듀자매)
  - TikTok 팔로워 350만
  - Love Challenge Project (가창)
  - 듀자매: 그대여 기억하나요 (작사/작곡/가창)
  - 듀자매: 뽕짝소녀 (가창)
  - 연극 체홉, 여자를 읽다: 주연
  - 연극 백석을 기억하다: 자야 역
  - 듀자매: 색연필 (가창)
  - 듀자매: 맑은하늘 (가창)
  - 자담선 몸이반한 곤약젤리 전속모델
  - 리얼걸프로젝트: Not End, But And (가창)
  - 리얼걸프로젝트: 꿈을 드림 (가창)
  - 드라마 아이돌마스터.KR: 주연
  - dmz 통일열차 홍보대사
  - 유라시아 원정대 (작사/작곡/편곡/가창)
  - 더씨야: 웨딩마치 (가창)
  - 더씨야: 나를 잊지 말아요 (가창)
  - 더씨야: 사랑의 노래 (작사/가창)
  - 더씨야: Tell Me (가창)
  - 더씨야/손호준: 하면 할수록 (가창)
  - 가비엔제이/더씨야: 눈물이 핑돌아 (가창)
  - 더씨야/혜리(다비치): 독약 (가창)
  - 더씨야/스피드: 내맘은 죽어가요 (가창)
  - 더씨야: 그겨울 (가창)
  - 더씨야: 너의 결혼식 (가창)
  - 더씨야: 이별만찬 (가창)
- 허정주 (듀자매)
  - TikTok 팔로워 190만
  - Love Challenge Project (가창)
  - 듀자매: 그대여 기억하나요 (작사/작곡/가창)
  - 듀자매: 뽕짝소녀 (작사/작곡)
  - 고양이산책 (작사/작곡/편곡/가창)
  - 대니: 궁금해 (Featuring Vocal)
  - 듀자매: 색연필 (작사/작곡/가창)
  - 웹드라마 두드림: 주연
  - 영화 The Break: 주연 (2019 부산영화제 상영)
  - 듀자매: 맑은하늘 (작사/작곡/가창)
  - 영화 Ghost Writer: 주연
  - 소리: 잘했다 말해주고 싶어 (작사/작곡)
  - 정주: 너때문에 (작사/작곡/가창)
  - 재인/정주: Lost in the Summer (가창)
  - 리얼걸프로젝트: Not End, But And (가창)
  - 리얼걸프로젝트: 꿈을드림 (가창)
  - 드라마 아이돌마스터.KR: 조연
  - 투모로우보이 OST: Do It (가창)
  - 투모로우보이 OST: Oh My Sunshine (가창)
  - 투모로우보이 OST: Day by Day (가창)
  - Morning Morning (가창)
- 쟈코비 (Jacoby of Jacoby Planet)
  - 치타: Villain (작곡/편곡)
  - Jacoby: Love-Fi (작사/작곡/가창)
  - Jacoby: 한강 (작사/작곡/가창)
  - Jacoby: Flash Light (작사/작곡/편곡/가창)
  - Jacoby: Shower (작사/작곡/가창)
  - 정대현: Aight (작사/작곡/편곡)
  - 듀자매: 그대여 기억하나요 (편곡/코러스)
  - 녹두/쟈코비: Coin Wash (작사/작곡/편곡/가창)
  - 노람: 빗속의 대화 (편곡)
  - 잊지 않기로 해  (작사/작곡/편곡/가창)
  - 주니엘: 편지 (편곡)
  - 주니엘: 혼술 (편곡)
  - 주니엘: Merry Go Round (편곡)
  - 주니엘: Song for You (편곡)
  - 노람: 술을 마실때마다 (편곡)
  - 노람: 쉼표가 필요해 (편곡)
  - 코넛: 스쿠터 (편곡)
  - 윤하: Take 5 (편곡)
  - 노람: 강아지 (편곡)
  - Sumin/쟈코비: When I Think of U (작사/가창)
  - 쟈코비/김호연: Midnight Drive (작사/작곡/편곡/가창)
  - 장벽진의 바운스 바운스 (작사/작곡/편곡/가창)
  - Powder (작사/작곡/편곡/가창)
  - 동창회 (작사/작곡/편곡/가창)
  - Brown Skinned Girl (작사/작곡/편곡/가창)
  - 손 떼 (작곡/편곡/가창)
  - Platform (작사/작곡/편곡/가창)
  - 쟈코비/테이: 첫사랑 (작사/작곡/편곡/가창)
  - 쟈코비/재달: Beautiful (작사/작곡/가창)
  - B.O.Y (작사/작곡/편곡/가창)
  - Hold It (작사/작곡/편곡/가창)
  - I Got You (작사/작곡/편곡/가창)
  - 올티/달총/쟈코비: 무중력 (편곡/가창)

- 림고 (Rimko)
  - 유키카: Insomnia (작사)
  - Jacoby: Love-Fi (작사)
  - Jacoby: 한강 (작사)
  - Jacoby: Flash Light (작사)
  - Jacoby: Shower (작사)
  - 박지훈: Tomorrow (작사)
  - 길구봉구 - 은하수 (작사)
  - 김혜림(라임소다): 혼잣말 (작사)
  - 여자친구: Truly Love (작사)
  - 주은(다이아): Lost Star (작사)
- Danny (대니)
  - heya ㅎㅇ/대니: Brunch (작사/가창)
  - SiAN/대니: My Valentine (작사/가창)
  - 김관우/대니: Party (작사/가창)
  - 김관우/Fvrt/대니: BBAZI (작사/가창)
  - 대니/정주: 궁금해 (작사/작곡/편곡/가창)
  - Us (작사/작곡/편곡/가창)
  - Everything Happens for a Reason (작사/작곡/편곡/가창)
  - Worth It (작사/작곡/편곡/가창)
  - Late Night Calls (작사/작곡/편곡/가창)
  - 다 줄 수 있어 (작사/작곡/편곡/가창)
  - Need You Now (작사/작곡/편곡/가창)
  - 야구소녀 패러디 공모전 (금상)
- Heya ㅎㅇ
  - heya ㅎㅇ/대니: Brunch (작사/작곡/편곡/가창)
  - Boogie On & On (작사/작곡/편곡/가창)
  - Milk (작사/작곡/편곡/가창)
  - Gi-Do (작사/작곡/편곡/가창)
  - Angel Baby (작사/작곡/편곡/가창)
  - Figaro (작사/작곡/편곡/가창)
  - Corgi A$$ (작사/작곡/편곡/가창)
  - Small Talks (작사/작곡/편곡/가창)
  - Mint Ice Cream (작사/작곡/편곡/가창)
  - Honey, the Floor is Wet (작사/작곡/편곡/가창)
  - Gum Intro (작곡/편곡)
  - Igun Deep House (작사/작곡/편곡/가창)
- 김재열 (Kim Folk)
  - 야구소녀 (작사/작곡)
  - 심야식당 OST: 새로운 일요일 (가창)
  - 대추 한 알 (가창)
  - 밴드하자 (작사/작곡/편곡/가창)
  - 국민체조 (작사/작곡/편곡/가창)
  - 귀향 (작곡/편곡/가창)
  - 파이팅 맨이야 (작사/작곡/편곡/가창)
  - 지금내옆에 (작사/작곡/편곡/가창)
  - 시큰둥 무뚝뚝 (작사/작곡/편곡/가창)
  - 다녀왔습니다 (작사/작곡/편곡/가창)
  - 너 그런말 (작사/작곡/편곡/가창)
  - 56 정거장 (작사/작곡/편곡/가창)
  - 예수의 이름은 (편곡/가창)

2기 아티스트:
- Ragoon (라군)
  - Former JYP producer (2am,2pm,Got7)
- Jindok (진독)
  - Youtube channel: 진독JINDOK’s lifestyle
- Riwon (리원)
  - Former Monogram vocal
- OneS (원스)
  - Youtube channel: 음악초보 원스
- Rumi (루미)
  - Former Queen B’z vocal
- Jaeha (재하)
  - Youtube channel: 갓재하
- YunDal (윤달)
  - Youtube channel: YunDal

3기 아티스트 
- Parallel (패러렐)
  - Youtube channel: 패러렐
- SOONKI (순키)
  - Youtube channel: SOONKI
- 조경헌 (JEIO)
  - Youtube channel: 조경헌JEIO
- 김현경 
  - Youtube channel: 배드코badko
- 초이 
  - Youtube channel: Kretzel
  - Youtube channel: 초이 Choi Official
- N!ko
  - 유키카: Insomnia (작사/작곡/편곡)
  - 아이유: LILAC (작곡/편곡)
  - Youtube channel: NikoBlankVEVO
- moOon 
  - Youtube channel: moOon 무운

4기 아티스트
- 첼리 (Celli) 
  - Youtube channel: Lovely Celli
  - Youtube channel: Kretzel
- Daniel (조준성) 
  - Youtube channel: Kretzel
- 이규배 
  - Youtube channel: 재규어 JAGUAR
- 승규 
  - 승규 - 눈
  - 승규 - Midnight Dream
- 리선 
  - Youtube channel: 리선
- SiAN 
  - Youtube channel: 시안 S i A N
  - 대니, 시안 - My Valentine
- 이나래
  - Youtube channel: Narae Lee
- Tory
  - Youtube channel: 진독JINDOK’s lifestyle

5기 아티스트
- 양승윤
  - Youtube channel: 승윤SeungYun
  - 윤달 - 봄바람 (작곡)
- 도연 
  - Youtube channel: 도연 Do yeon
  - Ra.D - Ra.D 5 (가창)
- 유웅열
  - 대니, 시안 - My Valentine (기타/베이스)
  - 김혜림 - Fly High up in the Sky (편곡/기타/베이스)
  - 김혜림 - 너의세계 (편곡/기타/베이스)
  - 김혜림 - Love Song (편곡/기타/베이스)
  - 김혜림 - 그림자 (기타/베이스)
  - 윤달 - 봄바람 (베이스)
  - 정재하 - 약속 (편곡/피아노/기타/베이스)
  - 김혜림 - 착! (편곡/기타/베이스)
  - 김혜림 - Sing for You (편곡/기타)
  - Heya ㅎㅇ, 대니 - 브런치(Brunch) (기타/베이스)
- 소리
  - Youtube channel: SoriNotSorry!소리
  - 예능 I live in Korea: 진행
  - 드라마 불가살: 특별출연
  - 유튜러브 OST: deJa VU (가창)
  - 소리: 이니셜 S (가창)
  - 웹예능 반예인 OST: 사르르 (가창)
  - 웹드라마 반예인: 주연
  - 드라마 루갈: 특별출연
  - 예능 썸바디 2: 출연
  - 소리, Folded Dragons: I Am Not Alone (가창)
  - 소리: I'm Ready(feat.Jaehyun) (가창)
  - 소리: Touch(feat.BASICK) (가창)
  - 코코소리: Mi Amor (가창)
  - 예능 믹스나인: 출연
  - 소리: 잘했다 말해주고 싶어 (가창)
  - 리얼걸프로젝트: Not End, But And (가창)
  - 리얼걸프로젝트: 핑퐁게임 (가창)
  - 리얼걸프로젝트: 꿈을 드림 (가창)
  - 드라마 아이돌마스터.KR: 주연
  - 코코소리: 절묘해 (가창)
  - 코코소리: 다크서클 (가창)
  - 드라마 하이스쿨 러브온: 조연
- PERC%ENT 
  - Perc%nt - Like Me
  - Perc%nt - Change Me
  - Perc%nt - Waiting
  - Perc%nt - Angel
  - Perc%nt - Now
  - 정바스, Perc%nt - Let’s Take a Walk
  - Perc%nt - 꽃잎점
  - Perc%nt - Weekend
- 유니스
  - Youtube channel: Honey’ce허니스

## 작품
| 제작사                                    | 제목                                                                  | 참여자                                        | 비고           |
| ----------------------------------------- | --------------------------------------------------------------------- | --------------------------------------------- | -------------- |
| 12ENT                                     | 《브런치(Brunch)》                                                    | Heya ㅎㅇ 대니 Ra.D                           | 기획/제작      |
| 12ENT                                     | 《Day Off》                                                           | 진독 승윤 토리 Perc%nt Ra.D                   | 기획/제작      |
| 12ENT                                     | 《약속》                                                              | 정재하 리선 Ra.D                              | 기획/제작      |
| 12ENT                                     | 《봄바람(cliché)》                                                    | 윤달 Ragoon 승윤 림고 Ra.D                    | 기획/제작      |
| 12ENT                                     | 《화이트데이에 뭐해?》                                                | moOon(무운) Ra.D                              | 기획/제작      |
| 12ENT                                     | 《My Valentine》                                                      | 시안 대니 N!ko Ra.D                           | 기획/제작      |
| 12ENT                                     | 《Something Amazing - BAM》                                           | Celli 대니 승규 웅킴                          | 기획/제작      |
| 12ENT                                     | 《Something Amazing - Favorite Part》                                 | Jacoby Ragoon N!ko                            | 기획/제작      |
| 12ENT                                     | 《Something Amazing - Here I Come》                                   | 초이 우비 Celli Daniel Ragoon                 | 기획/제작      |
| 12ENT                                     | 《Something Amazing - 우산이없어》                                    | 재하 윤달 Jindok 림고                         | 기획/제작      |
| 12ENT                                     | 《두근두근 방송사고 OST - I was called parasite, U call me paradise》 | moOon(무운)                                   | 기획/제작      |
| 12ENT                                     | 《두근두근 방송사고 OST - They all want ice But I sell warmth》       | moOon(무운)                                   | 기획/제작      |
| 12ENT                                     | 《두근두근 방송사고 OST - 꿈이라도 좋겠다》                           | 우비(woobi)                                   | 기획/제작      |
| 12ENT                                     | 《두근두근 방송사고 OST - 귀여워》                                    | 정재하                                        | 기획/제작      |
| 12ENT                                     | 《두근두근 방송사고 OST - 적어도》                                    | Ragoon                                        | 기획/제작      |
| 12ENT                                     | 《두근두근 방송사고 OST - 어때》                                      | 첼리(Celli)                                   | 기획/제작      |
| 12ENT                                     | 《두근두근 방송사고 OST - 다행이에요》                                | 정진운(2AM)                                   | 기획/제작      |
| 12ENT                                     | 《기억하나요 - 그대여 기억하나요》                                    | 듀자매 허영주 허정주                          | 기획/제작      |
| 12ENT                                     | 《청연 OST - 혼잣말》                                                 | 라임소다 김혜림                               | 기획/제작      |
| 12ENT/Urban bnt                           | 《청연》                                                              | 라임소다 김혜림 승지                          | OST/배급       |
| 12ENT                                     | 《로팔시 OST - 궁금해》                                               | 대니 정주(듀자매)                             | 기획/제작      |
| Urban bnt/Hong Film/12ENT                 | 《로맨스를 팔로우하기 시작했어요 (로팔시)》                           | 다이아 주은 소나무 나현                       | OST/배급       |
| Mockingbird/브릿지 ENT/Precita/ CGV/12ENT | 《Oppa Phiên Quá Nha》                                                | 박정민 (가수) 하리원                          | 투자           |
| 12ENT                                     | 《두드림 OST - Lost Star》                                            | 다이아 (DIA) 주은                             | 기획/제작      |
| 12ENT/브릿지ENT                           | 《두드림》                                                            | 다이아 은채 주은 제니 듀자매 허정주 IM66 지호 | 제작/OST/배급  |
| 12ENT/DH Film                             | 《PAPARAZZI GIRLFRIEND》                                              | 금새록                                        | 기획/투자/배급 |

## 사무실
- 미국 본사 :

1290 Reamwood Ave. Bldg B, Sunnyvale, CA 94089
- 한국 지사 :

서울특별시 강남구 테헤란로 113